# Каллен, Шиван
Шиван Каллен (ирл. Siobhán Cullen; род. 1990, Дублин) — ирландская актриса.

## Биография
Родилась в 1990 году в Дублине.
Дебютировала на кино в 2001 году. В 2007 году сыграла в трёх эпизодах сериала «Клиника». В 2012 году сыграла одну из главных ролей в хорроре Оуэна Маккена «Внутри». В дальнейшем играла небольшие роли в фильмах «Джими Хендрикс», «Голем» и других.
С начала 2010-х годов играла в ряде театральных постановок Gate Theatre, Tiger Dublin Fringe, Project Arts Centre, Druid Theatre Company, в том числе «Ричард III», «Вишнёвый сад» и других.
В 2017 году сыграла в трёх эпизодах сериала «Паула».
В 2018 году сыграла роль Кэти Девлин в основном составе сериала «Происхождение».
В 2020 году появилась в двух эпизодах сериала «Развод по-английски».

## Фильмография
| Год  |   | Русское название       | Оригинальное название   | Роль             |
| ---- | - | ---------------------- | ----------------------- | ---------------- |
| 2001 | ф | Кривая миля            | The Crooked Mile        | Дженни           |
| 2007 | с | Клиника                | The Clinic              | Кристен          |
| 2012 | ф | Внутри                 | The Inside              | Корина           |
| 2013 | ф | Джими Хендрикс         | Jimi: All Is by My Side | Дженни           |
| 2016 | ф | Чёрные праздники       | Holidays                | Экстра           |
| 2016 | ф | Рандомер               | The Randomer            | Роберта          |
| 2016 | ф | Голем                  | The Limehouse Golem     | сестра Мэри      |
| 2017 | с | Паула                  | Paula                   | Морган           |
| 2018 | с | Происхождение          | Origin                  | Кэти Девлин      |
| 2020 | с | Развод по-английски    | The Split               | Кэрри Скэнлон    |
| 2020 | ф | Вишнёвый сад           | The Cherry Orchard      | Варя             |
| 2020 | ф | Светлая сторона        | The Bright Side         | Трэйси           |
| 2021 | с | Долгий звонок          | The Long Call           | Кэролайн Рисли   |
| 2021 | с | Инспектор Адам Дэлглиш | Dalgliesh               | Жозефина Фэллон  |
| 2022 | с |                        | The Dry                 | Кэролайн Шеридан |